# ميخائيل فيليبس (مؤرخ)
ميخائيل فيليبس (بالإنجليزية: Michael Phillips)‏ هو مؤرخ أمريكي، ولد في 17 يونيو 1960.